# Monacos Grand Prix 1977
Monacos Grand Prix 1977 var det sjätte av 17 lopp ingående i formel 1-VM 1977.

## Resultat
1. Jody Scheckter, Wolf-Ford, 9 poäng
2. Niki Lauda, Ferrari, 6
3. Carlos Reutemann, Ferrari, 4
4. Jochen Mass, McLaren-Ford, 3
5. Mario Andretti, Lotus-Ford, 2
6. Alan Jones, Shadow-Ford, 1
7. Jacques Laffite, Ligier-Matra
8. Vittorio Brambilla, Surtees-Ford
9. Riccardo Patrese, Shadow-Ford
10. Jacky Ickx, Ensign-Ford
11. Jean-Pierre Jarier, ATS (Penske-Ford)
12. Rupert Keegan, Hesketh-Ford

### Förare som bröt loppet
- Gunnar Nilsson, Lotus-Ford (varv 51, växellåda)
- John Watson, Brabham-Alfa Romeo (48, växellåda)
- Patrick Depailler, Tyrrell-Ford (46, växellåda)
- Hans Binder, Surtees-Ford (41, bränslesystem)
- Emerson Fittipaldi, Fittipaldi-Ford (37, motor)
- James Hunt, McLaren-Ford (25, motor)
- Hans-Joachim Stuck, Brabham-Alfa Romeo (19, elsystem)
- Ronnie Peterson, Tyrrell-Ford (10, bromsar)

### Förare som ej kvalificerade sig
- Arturo Merzario, Merzario (March-Ford)
- Boy Hayje, RAM (March-Ford)
- Harald Ertl, Hesketh-Ford
- Clay Regazzoni, Ensign-Ford
- Alex Ribeiro, March-Ford
- Ian Scheckter, March-Ford